# Kapetanija (Osmansko Carstvo)
Kapetanija je bila vojna oblast u Osmanskom Carstvu pod nadzorom kapetana. Bile su vojnički organizirane. Najviše ih je bilo duž osmanskih granica. U početku su to bile utvrde na rijekama, a zatim područja oko značajnijih utvrda, i u unutrašnjosti. Specifičnost je isključivo Bosanskog pašaluka. Kapetan i svi podređeni od časnika do običnih vojnika za svoj posao primali su plaću. Dužnost kapetana bila je nasljedna.